# عقلانية شاملة
العقلانية الشاملة تحمل افتراضين صحيحين:
1. يقبل العقلاني أي موقف يمكن تبريره أو تأسيسه من خلال الاحتكام إلى المعايير أو السلطات العقلانية.
2. إنه يقبل فقط المواقف التي يمكن تبريرها.

المشكلة الأولى التي يجب التعامل معها هي: ما هو المعيار العقلاني أو السلطة التي يلجأون إليها؟ هنا ينقسم أنصار العقلانية الشاملة إلى مجموعتين:
1. الفكرانيون - الذين تكمن لهم السلطة العقلانية في العقل البشري، في كلية العقل.
2. التجريبيون - الذين تتحقق لهم السلطة العقلانية من خلال تجربة الحس (مثل الرؤية أو السمع).

يعتبر ديكارت مؤسس العقلانية وقدم الرسم التوضيحي مبدأ الكوجيتو كنموذج لإثبات ما كان يعتقده.
مشكلة كلا النداءين هي:
1. الفكرانية "واسعة جدًا" من خلال السماح بدخول الكثير (أساسًا كل شيء، بالمعنى الدقيق للكلمة).
2. التجريبية "ضيقة للغاية" من حيث أنها تستبعد الكثير (في الأساس كل شيء، بالمعنى الدقيق للكلمة).

سعى كانط في كتابه "نقد العقل الخالص" للتوفيق بين الاستئنافين.